# Pierre debout du Genest
La pierre debout du Genest, appelée aussi la grosse pierre ou pierre Fite, est un menhir situé à Aviré dans le département français de Maine-et-Loire.

## Protection
L'édifice est classé au titre des monuments historiques en 1889.

## Description
Le menhir est constitué d'une dalle trapézoïdale en quartzite, d'une hauteur de 2,50 m, large à la base d'environ 3 m. À l'origine, le site comportait quatre autres blocs qui ont été détruits en 1943 par le propriétaire du champ. Selon les relevés effectués par Michel Gruet, ces blocs étaient disposés selon un arc de cercle sensiblement orienté nord/sud constituant le quart ouest d'un cercle dont le menhir aurait été le centre. Ils «reposaient à 0,60 m de profondeur sur un lit de cendre et de charbon de bois (aucune trace de poterie ni de débris osseux)».
D'autres blocs en schiste et quartz blanc, affleurant probablement de manière naturelle, semblaient poursuivre l'arc de cercle précité au nord/nord/est. A l'est, cinq autres blocs, en poudingue ou quartzite, disposés de façon erratique complétaient l'ensemble. Tous ces blocs, sauf un, ont été détruits ou ensevelis à la fin de 1958. 